# ایان کلارک (بازیکن فوتبال)
ایان کلارک (انگلیسی: Ian Clark؛ زادهٔ ۲۳ اکتبر ۱۹۷۴) بازیکن فوتبال اهل بریتانیا است.
از باشگاه‌هایی که در آن بازی کرده‌است می‌توان به باشگاه فوتبال نورتون و استوکتون آنکینتس، باشگاه فوتبال دونکستر راورز، باشگاه فوتبال دارلینگتون، باشگاه فوتبال هارتل پول یونایتد، باشگاه فوتبال گیتزهد، و باشگاه فوتبال هروگیت تاون اشاره کرد.